# 广州起义烈士陵园
广州起义烈士陵园位于中国广东省广州市越秀区中山三路92号，是为纪念1927年12月11日中共领导的广州起义牺牲的烈士而修建起来的一座纪念性公园，面积达26万平方米。
1954年始建，1957年广州起义30周年落成。目的是纪念1927年12月广州起义中遇害的中共党员。大门石壁上刻有由中华人民共和国第一任总理周恩来题写的“广州起义烈士陵园”八字。1963年和1986年均以“红陵旭日”被选为新羊城八景。
现时，广州地铁一号线的烈士陵园站因此得名。

## 主要景点
- 中朝人民血谊亭
- 中苏人民血谊亭
- 血祭轩辕亭
- 红花岗四烈士墓
- 叶剑英墓
- 广东革命历史博物馆暨广州近代史博物馆（广东咨议局旧址）

- 正门
- 纪念碑
- 广州公社烈士之墓
- 红花岗四烈士墓
- 广东革命历史博物馆（广东咨议局旧址）
- 中朝人民血谊亭
- 中苏人民血谊亭
- 血祭轩辕亭

## 交通
- 巴士：
  - 烈士陵園，經停：1，76，93，102，107，108，183，211，222，243，517，864；BRT8；夜班1，2，4，9，27，36，40，78。
  - 大東門（中山三），經停：1，76，102，107，108，222，243，517;夜班1，2，4，9，27，40，78。
- 地鐵 ：广州地铁1号线 烈士陵園